# Wladyslaw Wyschnewskyj
Wladyslaw Wadymowytsch Wyschnewskyj (ukrainisch Владислав Вадимович Вишневський, englische Transkription: Vladyslav Vyshnevskyy; * 23. September 1998) ist ein ukrainischer Snookerspieler.
Er wurde dreimal ukrainischer Meister (2018, 2021, 2022) im Snooker und gewann siebenmal die nationale Meisterschaft in der Variante 6-Red-Snooker (2016, 2017, 2018, 2019, 2021, 2022, 2023).

## Karriere

### Snooker
Im Dezember 2009 nahm Wladyslaw Wyschnewskyj erstmals an der ukrainischen Meisterschaft teil und erreichte das Viertelfinale, in dem er Ruslan Ostrowskyj mit 0:3 unterlag. Ein Jahr später gelangte er beim Finalturnier des ukrainischen Pokals ins Finale, in dem er sich dem Titelverteidiger Serhij Issajenko mit 1:3 geschlagen geben musste, und bei der nationalen Meisterschaft ins Achtelfinale. Zuvor hatte bei der U21-Weltmeisterschaft 2010 seine erste Teilnahme an einer internationalen Meisterschaft mit nur einem Sieg aus sieben Spielen in der Vorrunde geendet. Erfolgreicher verlief für ihn die U21-EM 2011, bei der er in der Gruppenphase unter anderem Rodions Judins und Lukas Kleckers besiegte und schließlich die Runde der letzten 32 erreichte, in der er gegen Nick Jennings verlor (1:4). Im gleichen Jahr erzielte er bei mehreren osteuropäischen Turnieren gute Ergebnisse. So erreichte er etwa bei den Kyiv Open und beim Sharpei Snooker Cup 2011 das Halbfinale und zog bei den Minsk Open 2011 gar ins Finale ein, in dem er sich jedoch dem Weißrussen Arzjom Smahin mit 2:3 geschlagen geben musste. Bei der Ukraine Trophy 2011 schied er im Viertelfinale gegen Serhij Issajenko aus.
In der Saison 2011/12 nahm Wyschnewskyj erstmals an einem Turnier der Players Tour Championship teil, einer für Amateure offenen Teilserie der Snooker Main Tour. Beim Warsaw Classic 2011 gelangte er mit einem 4:1-Qualifikationssieg gegen den Polen Aleksander Zok in die Hauptrunde, in der er sich jedoch dem Profi Andrew Pagett mit 1:4 geschlagen geben musste. Wenig später erreichte er beim Finalturnier des ukrainischen Pokals das Viertelfinale und schied bei der nationalen Meisterschaft im Achtelfinale aus. 2012 gelangte  bei der U21-EM in die Runde der letzten 48, in der er klar gegen Alexander Ursenbacher verlor, und bei der Herren-EM, an der er erstmals teilnahm, in die Runde der letzten 64. Kurz zuvor hatte er das Finale des CIS Cup mit 2:4 gegen Issajenko verloren. Beim ukrainischen Pokalfinale gelangte er nach 2010 zum zweiten Mal ins Endspiel, musste sich jedoch erneut Issajenko geschlagen geben (0:4). Wenig später gewann er den Sharpei Amateur Cup. Im November 2012 zog er bei der ukrainischen Meisterschaft zum ersten Mal ins Halbfinale ein und verlor dort mit 0:3 gegen Titelverteidiger Alan Trigg.
Nachdem er bei der U21-EM 2013 im Sechzehntelfinale gegen den späteren Finalisten Ashley Carty ausgeschieden war, gewann Wyschnewskyj im Mai 2013 durch einen 4:1-Sieg gegen Serhij Issajenko zum ersten Mal ein Turnier des ukrainischen Pokals. Beim Finalturnier der Serie im September unterlag er im Viertelfinale dem späteren Pokalsieger Artem Koschowyj. Wenig später nahm er erstmals an der Amateurweltmeisterschaft der Herren teil. In der Vorrunde gewann er jedoch nur gegen Uladsislau Kalinouski und schied somit als Gruppensechster aus. Ende des Jahres schied er bei der ukrainischen Meisterschaft bereits in der Vorrunde aus.
Anfang 2014 schied Wyschnewskyj bei der U21-Europameisterschaft in der Runde der letzten 64 aus. Im September 2014 zog er beim ukrainischen Pokalfinale ins Endspiel ein und unterlag nur knapp dem Titelverteidiger Artem Koschowyj (4:5). Wenig später erreichte er bei der nationalen Meisterschaft nach 2012 zum zweiten Mal das Halbfinale und verlor gegen Serhij Petrasch. Bei den U21-Junioren schied er im Viertelfinale gegen den späteren Turniersieger Witalij Pazura aus.
Im September 2015 gewann Wyschnewskyj zum zweiten Mal ein Turnier des ukrainischen Pokals, diesmal im Endspiel gegen Denys Chmelewskyj (4:1). Im selben Jahr schied er bei der nationalen Meisterschaft und beim Pokalfinalturnier im Viertelfinale aus. Anfang 2016 gelang ihm gegen Julian Bojko (3:1) der dritte Turniersieg beim ukrainischen Pokal. Im Juni 2016 wurde er durch einen 4:1-Finalsieg gegen Titelverteidiger Serhij Issajenko erstmals ukrainischer Meister in der Snookervariante 6-Red-Snooker. Mit dem vierten und fünften Turnier des Jahres gelangen Wyschnewskyj wenig später zwei Turniersiege in Folge beim nationalen Pokal, jeweils im Finale gegen Serhij Petrasch. Beim Finalturnier traf er im Endspiel erneut auf Petrasch, dem er sich nun jedoch mit 2:3 geschlagen geben musste.
Im Juni 2017 gelang Wyschnewskyj bei der nationalen 6-Red-Meisterschaft durch einen 4:0-Finalsieg gegen Oleksandr Sacharow die Titelverteidigung. Wenig später erreichte er beim Minsk Snooker Cup das Halbfinale, in dem er mit 2:3 gegen den Polen Mateusz Baranowski verlor. Im Oktober zog er erstmals ins Finale der ukrainischen Meisterschaft ein, an der er im Vorjahr nicht teilgenommen hatte. Auf dem Weg ins Endspiel hatte er keinen einzigen Frame verloren, im Finale musste er sich nun jedoch Artem Koschowyj mit 2:4 geschlagen geben. Im November spielte er nach 2013 zum zweiten Mal bei der Amateurweltmeisterschaft und gelangte diesmal in die Runde der letzten 64, in der er mit 2:4 gegen Mubashir Raza verlor. Zuvor hatte Wyschnewskyj seit 2014 nicht mehr an internationalen Meisterschaften teilgenommen. Beim ukrainischen Pokal 2017 hatte Wyschnewskyj die ersten beiden Turniere gewonnen. Beim Finalturnier im Dezember schied er hingegen im Halbfinale gegen Serhij Issajenko aus.
Anfang 2018 erreichte Wyschnewskyj bei der U21-EM das Sechzehntelfinale, in dem er dem Engländer Hamim Hussain mit 3:4 unterlag, und bei der Herreneuropameisterschaft die Runde der letzten 64, in der er sich dem früheren Profi Darren Morgan mit 2:4 geschlagen geben musste. Wenig später gewann er die ersten beiden Turniere des ukrainischen Pokals 2018 und wurde im April 2018 durch einen 5:1-Finalsieg gegen Julian Bojko zum dritten Mal in Folge ukrainischer 6-Red-Snooker-Meister. 2018 wurden mit Bojko, Issajenko und Wyschnewskyj erstmals ukrainische Spieler zum Main-Tour-Qualifikationsturnier Q School angemeldet. Wyschnewskyj zog seine Teilnahme jedoch kurzfristig zurück.
Im September 2018 besiegte er Maksym Stoljartschuk im Finale der ukrainischen Meisterschaft mit 5:2 und wurde somit erstmals nationaler Meister im Snooker. Wenig später gelangte er beim Turnier der Baltic Snooker League in Kyjiw ins Endspiel und unterlag dem Letten Māris Volajs mit 1:4. Im November folgte in Budapest seine einzige Turnierteilnahme auf der Challenge Tour 2018/19, bei der er jedoch nach einer Auftaktniederlage gegen Kevin Van Hove in der Runde der letzten 32 ausschied. Beim ukrainischen Pokal-Finalturnier 2018 verlor er im Viertelfinale gegen den späteren Turniersieger Alan Trigg.
Nachdem er das erste Pokalturnier 2019 gewonnen hatte und gemeinsam mit Anton Kasakow ukrainischer Mannschaftsmeister geworden war, gewann Wyschnewskyj im Endspiel gegen Anton Kasakow mit 5:0 zum vierten Mal in Folge die 6-Red-Meisterschaft. Kurz danach gelangte er bei der 6-Red-Europameisterschaft in die Runde der letzten 32 und verlor gegen Francisco Sánchez Ruíz. Im September 2019 gelangte er beim ukrainischen Unabhängigkeitspokal unter anderem durch Siege gegen Roman Dietzel, Nikita Kolpačenko und Iwan Kakowski ins Halbfinale, in dem er Mateusz Baranowski mit 1:4 unterlag. Wenige Tage später zog er bei der ukrainischen Meisterschaft zum dritten Mal hintereinander ins Endspiel ein, in dem er sich jedoch dem 14-jährigen Anton Kasakow mit 0:4 geschlagen geben musste. Beim Finalturnier des ukrainischen Pokals 2019 schied in der ersten Runde aus.
Anfang 2020 erreichte Wyschnewskyj bei den WSF Open das Sechzehntelfinale und verlor gegen Connor Benzey. Bei der ukrainischen 6-Red-Meisterschaft 2020 musste er nach vier Meistertiteln in Folge nun eine 3:4-Halbfinalniederlage gegen Alan Trigg hinnehmen. Wenig später gelangte er bei der 6-Red-EM erneut in die Runde der letzten 32, in der er diesmal gegen Liam Graham verlor. Im Dezember 2020 gewann er durch einen 4:0-Finalsieg gegen Anton Kasakow den ukrainischen Pokal.
Im Februar 2021 wurde Wyschnewskyj durch einen 4:0-Finalsieg gegen Serhij Issajenko zum fünften Mal ukrainischer Meister im 6-Red-Snooker. Im Oktober gewann er im Endspiel gegen Anton Kasakow (4:1) seinen zweiten Titel bei der nationalen Snooker-Meisterschaft. Beim Finalturnier des ukrainischen Pokals musste er sich hingegen im Endspiel Jurij Semko mit 3:4 geschlagen geben.
Anfang 2022 wurde Wyschnewskyj erneut nationaler Meister im 6-Red-Snooker, diesmal besiegte er im Finale Matwij Lahodsynskyj (4:1), und im August gewann er durch einen 4:3-Finalsieg gegen Andrij Kljestow den ukrainischen Unabhängigkeitspokal. Im September gewann er das Shoot-Out und nahm an mehreren zugunsten der ukrainischen Streitkräfte ausgetragenen Benefizturnieren teil, wovon er eines gewann. Einen Monat später gelang ihm bei der ukrainischen Snooker-Meisterschaft durch einen 4:1-Finalsieg gegen Matwij Lahodsynskyj die Titelverteidigung.
Wenige Tage nachdem er beim Shoot-Out 2023 ein Erstrundenaus gegen Denys Chmelewskyj hinnehmen musste, gewann Wyschnewskyj im Februar 2023 das Finalturnier des ukrainischen Pokals durch einen 3:2-Sieg gegen Chmelewskyj. Einen Monat später nahm Wyschnewskyj zum ersten Mal seit drei Jahren wieder an einem internationalen Turnier teil und erreichte bei der Europameisterschaft die Runde der letzten 64. Im selben Jahr gelangte er bei der 6-Red-EM in die Runde der letzten 32 und bei der Shoot-Out-EM in die Runde der letzten 64. Im Mai 2023 wurde Wyschnewskyj durch einen 5:4-Finalsieg gegen Denys Chmelewskyj zum siebten Mal ukrainischer Meister in der Variante 6-Red-Snooker. Beim ukrainischen Unabhängigkeitspokal 2023 gewann Wyschnewskyj im Endspiel gegen Chmelewskyj den Nebenwettbewerb Superliha, während er sich beim Hauptturnier als Titelverteidiger im Finale Matwij Lahodsynskyj mit 2:5 geschlagen geben musste. Bei der ukrainischen Meisterschaft 2023 schied er nach zuletzt zwei Titeln in Folge nun im Halbfinale gegen Matwij Lahodsynskyj aus und im Oktober 2023 gewann er im Endspiel gegen Lahodsynskyj die Superliha.
Anfang 2024 gewann Wyschnewskyj durch einen 6:5-Finalsieg gegen Andrij Kljestow das Blitzturnier in Kyjiw und schied beim ukrainischen Pokal im Halbfinale aus.

### Poolbillard
Im Dezember 2017 nahm Wyschnewskyj erstmals an der ukrainischen Meisterschaft im Poolbillard teil. Er startete in den Disziplinen 8-Ball und 9-Ball und schied bei beiden Wettbewerben in der Vorrunde aus, ohne ein Rack gewonnen zu haben. Ein Jahr später trat er im 8-Ball, 9-Ball und 10-Ball an und erreichte zweimal das Viertelfinale, wobei er im 10-Ball dem späteren Turniersieger Witalij Pazura unterlag. Anfang 2020 nahm er am ukrainischen 9-Ball-Pokal teil, blieb dabei jedoch sieglos.

## Erfolge
Einzelerfolge
| Ergebnis | Jahr   | Turnier                               | Finalgegner          | Endstand |
| -------- | ------ | ------------------------------------- | -------------------- | -------- |
| Finalist | 2010   | Ukrainischer Pokal                    | Serhij Issajenko     | 1:3      |
| Finalist | 2011/2 | Ukrainischer Pokal                    | Ruslan Ostrowskyj    | 0:3      |
| Finalist | 2011   | Minsk Open                            | Arzjom Smahin        | 2:3      |
| Finalist | 2012   | CIS Cup                               | Serhij Issajenko     | 2:4      |
| Finalist | 2012/3 | Ukrainischer Pokal                    | Serhij Issajenko     | 2:3      |
| Finalist | 2012/F | Ukrainischer Pokal                    | Serhij Issajenko     | 0:4      |
| Sieger   | 2012   | Sharpei Snooker Cup                   | Jehor Kozjubynskyj   | 2:1      |
| Finalist | 2013/1 | Ukrainischer Pokal                    | Serhij Issajenko     | 2:3      |
| Sieger   | 2013/2 | Ukrainischer Pokal                    | Serhij Issajenko     | 4:1      |
| Finalist | 2014/F | Ukrainischer Pokal                    | Artem Koschowyj      | 3:4      |
| Sieger   | 2015/5 | Ukrainischer Pokal                    | Denys Chmelewskyj    | 4:1      |
| Sieger   | 2016/1 | Ukrainischer Pokal                    | Julian Bojko         | 3:1      |
| Sieger   | 2016   | Ukrainische Meisterschaft (6-Red)     | Serhij Issajenko     | 4:1      |
| Sieger   | 2016/4 | Ukrainischer Pokal                    | Serhij Petrasch      | 3:1      |
| Sieger   | 2016/5 | Ukrainischer Pokal                    | Serhij Petrasch      | 3:2      |
| Finalist | 2016/F | Ukrainischer Pokal                    | Serhij Petrasch      | 2:3      |
| Sieger   | 2017/1 | Ukrainischer Pokal                    | Serhij Petrasch      | 2:3      |
| Sieger   | 2017   | Ukrainische Meisterschaft (6-Red)     | Oleksandr Sacharow   | 4:0      |
| Sieger   | 2017/2 | Ukrainischer Pokal                    | Oleh Bassenko        | 3:1      |
| Finalist | 2017   | Ukrainische Meisterschaft             | Artem Koschowyj      | 2:4      |
| Sieger   | 2018/1 | Ukrainischer Pokal                    | Alan Trigg           | 4:3      |
| Sieger   | 2018/2 | Ukrainischer Pokal                    | Oleh Haluschko       | 4:0      |
| Sieger   | 2018   | Ukrainische Meisterschaft (6-Red)     | Julian Bojko         | 5:1      |
| Sieger   | 2018   | Ukrainische Meisterschaft             | Maksym Stoljartschuk | 5:2      |
| Finalist | 2018/4 | Baltic Snooker League                 | Māris Volajs         | 1:4      |
| Sieger   | 2019/2 | Ukrainischer Pokal                    | Alan Trigg           | 4:1      |
| Sieger   | 2019   | Ukrainische Meisterschaft (6-Red)     | Anton Kasakow        | 5:0      |
| Finalist | 2019   | Ukrainische Meisterschaft             | Anton Kasakow        | 0:4      |
| Sieger   | 2020   | Ukrainischer Pokal                    | Anton Kasakow        | 4:0      |
| Sieger   | 2021   | Ukrainische Meisterschaft (6-Red)     | Serhij Issajenko     | 4:0      |
| Sieger   | 2021   | Ukrainische Meisterschaft             | Anton Kasakow        | 4:1      |
| Finalist | 2021/F | Ukrainischer Pokal                    | Jurij Semko          | 3:4      |
| Sieger   | 2022   | Ukrainische Meisterschaft (6-Red)     | Matwij Lahodsynskyj  | 4:1      |
| Sieger   | 2022   | Ukrainischer Unabhängigkeitspokal     | Andrij Kljestow      | 4:3      |
| Finalist | 2022/1 | Shoot-Out                             | Dmytro Ossypenko     | 0:1      |
| Sieger   | 2022/2 | Shoot-Out                             | Serhij Lahodsynskyj  | 1:0      |
| Sieger   | 2022/F | Shoot-Out                             | Dmytro Ossypenko     | 1:0      |
| Finalist | 2022   | BK-Lider-Turnier                      | Andrij Kljestow      | 1:4      |
| Sieger   | 2022   | SSU-Turnier                           | Kostjantyn Korolenko | 3:0      |
| Finalist | 2022   | SSU-Turnier                           | Andrij Kljestow      | 1:3      |
| Sieger   | 2022   | Ukrainische Meisterschaft             | Matwij Lahodsynskyj  | 4:1      |
| Sieger   | 2023/F | Ukrainischer Pokal                    | Denys Chmelewskyj    | 3:2      |
| Sieger   | 2023   | Ukrainische Meisterschaft (6-Red)     | Denys Chmelewskyj    | 5:4      |
| Sieger   | 2023   | Ukr. Unabhängigkeitspokal – Superliha | Denys Chmelewskyj    | 3:2      |
| Finalist | 2023   | Ukrainischer Unabhängigkeitspokal     | Matwij Lahodsynskyj  | 2:5      |
| Sieger   | 2023   | Superliha                             | Matwij Lahodsynskyj  | 3:1      |
| Sieger   | 2024   | Blitzturnier                          | Andrij Kljestow      | 6:5      |

Mannschaftserfolge
| Ergebnis | Jahr | Turnier                   | Teampartner   | Finalgegner                    | Endstand |
| -------- | ---- | ------------------------- | ------------- | ------------------------------ | -------- |
| Sieger   | 2019 | Ukrainische Meisterschaft | Anton Kasakow | Wadym Korjahin Serhij Petrasch | 3:0      |

## Sonstiges
Wyschnewskyj wuchs in Scheptyzkyj auf und lebt inzwischen in Kyjiw.